# جانگ هی ریونگ
جانگ هی ریونگ (انگلیسی: Jang Hee-ryung؛ زادهٔ ۱۱ نوامبر ۱۹۹۳) مدل (شخص)، بازیگر، بازیگر سینما، و بازیگر تلویزیون اهل کره جنوبی است. وی از سال ۲۰۱۴ میلادی تاکنون مشغول فعالیت بوده است.